# Windsor, New Hampshire
Windsor är en kommun (town) i Hillsborough County i New Hampshire i USA. Vid folkräkningen år 2010 bodde 224 personer på orten. Den har enligt United States Census Bureau en area på totalt 22,3 km² varav 0,7 km² är vatten. 